# Colony (Kansas)
Pour les articles homonymes, voir Colony.
Colony est une ville américaine située dans le comté d'Anderson, au Kansas. Selon le recensement de 2010, sa population est de 408 habitants.